# Efferia eraxoides
Efferia eraxoides este o specie de muște din genul Efferia, familia Asilidae. A fost descrisă pentru prima dată de Mary Katherine Curran în anul 1935. Conform Catalogue of Life specia Efferia eraxoides nu are subspecii cunoscute.